# Manuel Medina González
Manuel Medina González (Villanueva del Arzobispo, España; 26 de agosto de 1944) es abogado y escritor, habiendo publicado 15 libros en la actualidad, el último «Se vende banco por 1€» Plaza y Janés en 2018, «La crisis puede esperar, la vida no» Plaza y Janés en 2017 «El vuelo de los zorzales»Xerión en 2016, anteriormente publicó «Próxima estación, Cataluña» a finales de 2011 y «Próxima estación, Madrid-Atocha» en 2013 ambos de Plaza y Janés. 

## Biografía
Manuel Medina nació el 26 de agosto de 1944 en Villanueva del Arzobispo (Jaén). Es Licenciado en Derecho por la Universidad de Granada (1973-1978) y escritor desde muy joven, compaginando esta labor con su profesión como fundador en 1976 del despacho de abogados Medina Cuadros.
Ha sido distinguido con los premios «Jiennense del Año» en el apartado de «Sociedad» y «Popular del año» en 2011, ambos concedidos por el Diario Jaén; así como el «Premio Ciudadanos» 2012 en reconocimiento a su trayectoria como portavoz de valores; además del premio «Jaén, paraíso interior» por su labor como embajador de su tierra natal. Cuenta con la Cruz al Mérito Policial con distintivo blanco concedida el 3 de octubre de 2014 por el Ministro del Interior Jorge Fernández Díaz. 
Desde el 24 de mayo de 2016 es Presidente de la Fundación Princesa Kristina de Noruega. Esta Institución tiene como principal objetivo contribuir a mejorar las relaciones históricas entre España y Noruega que se remontan al siglo XIII cuando el rey Haakon IV de Noruega, pionero en la política exterior del país nórdico envió a su hija, la princesa Cristina de Noruega, para contraer matrimonio con el Infante Felipe de Castilla, hermano del rey Alfonso X «el Sabio», que tuvo lugar en Valladolid en 1258.
Está casado con Amelia Cuadros Espinosa y es padre de 5 hijos.

## Premios y galardones
- Premio de la Provincia de Jaén, otorgado por la Diputación jiennense (2017).
- Premio Jiennense del Año (2011), categoría de Sociedad y Popular del Año.[2]
- Premio Ciudadanos (2012), categoría de Sociales en reconocimiento a su trayectoria como ciudadano portavoz de valores.[3]
- Premio «Jaén, paraíso interior» (2013), por su labor como embajador de la provincia de Jaén.[4]
- Cruz al Mérito Policial con distintivo blanco (2014).

## Publicaciones
- Campo olvidado (1977).
- Amelia (1986).
- Juan Carlos I: Un rey para la humanidad (1988).
- Guía práctica del aceite de oliva (2000).
- Prejubilación ¿premio o pesadilla? (2001).[6]
- Las cuatro estaciones de la vida (2004). Autobiografía
- Conducir en España y no morir en el intento (2005).
- La conquista de la vida, Plaza & Janés, (2005).[7]
- Los misterios de la noche de San Juan, Plaza & Janés, (2007).[8]
- El éxito de la humildad, Plaza & Janés, (2008).
- Próxima estación, Cataluña, Plaza & Janés, (2011).[9][10]
- Próxima estación, Madrid-Atocha, Plaza & Janés, (2013).[11]
- El vuelo de los zorzales (2016).
- La crisis puedes esperar, la vida no (2017).
- Se vende banco por 1 € (2018).